# Hauptstrasse 2b
Die Hauptstrasse 2b oder auch Kantonsstrasse K2b verläuft von Brunnen SZ beim Bahnhof bis nach Küssnacht am Rigi. An der 2b liegen auch die Orte Gersau, Vitznau, Weggis und Greppen. In Brunnen, Weggis und Küssnacht umfährt die 2b die Ortskerne. Die 2b wird von der Linie 502 der Auto AG Schwyz befahren.

## Bedeutung
Die 2b bildet einen Ast der Hauptstrasse 2, welche von Küssnacht über Arth, Goldau, Lauerz, Seewen, Ibach nach Brunnen führt. Der Zusammenschluss der beiden Strassen in Brunnen ist momentan noch beim Bahnhof, nach dem geplanten Bau der allerdings sehr umstrittenen und kürzlich vom Kantonsrat abgelehnten Axen-Strassentunnels soll sie jedoch beim heutigen Autobahnanschluss Brunnen (Nord) zu liegen kommen.
Die Strasse hat für den Individualverkehr vor allem zwischen Weggis und Küssnacht eine Bedeutung, ansonsten wird sie vor allem im Tourismusverkehr stark befahren. Auf der Strecke gilt eine Gewichtsbegrenzung. Der Schwerverkehr verkehrt auf der Autobahn A4.

## Steinschläge
Die Hauptstrasse 2b wird oft von Steinschlägen oder Erdrutschen heimgesucht. So war der Abschnitt Gersau – Vitznau deswegen einige Male gesperrt. Dort wurde die Strasse in das hanglagige Geländeprofil hineingehauen. In Fallenbach, Brunnens westlichstem Zipfel, zwischen Brunnen und Gersau, wurde beim Eichwald eine schützende Galerie erstellt. Diese Gegend wird bevorzugt von Erdrutschen heimgesucht, da mehrere vom Urmiberg zum Vierwaldstättersee fliessende Bäche die Strassentrassierung unterqueren.

## Umfahrung von Brunnen
Ein gross umstrittenes Thema bildet die Umfahrung von Brunnen, namentlich Luzernerstrasse. Sie führt vom Bahnhof bis zur Talstation der Luftseilbahn auf den Urmiberg und soll eigentlich die Bahnhofstrasse und den Zentrumsteil der Gersauerstrasse entlasten. Im Verkehr der Richtung Brunnen–Gersau–Küssnacht funktioniert das, aber in der Gegenrichtung wird trotz der Ausschilderung durchs Dorf gefahren, weil beim Bahnhof die Luzernerstrasse keinen Vortritt hat. Ein Kreisverkehr würde diesem Problem Abhilfe schaffen, doch der Bau eines solchen wurde immer wieder abgelehnt bzw. wurde von der Gemeinde nicht aufgegriffen. Im Herbst 2011 begannen die Bauarbeiten für einen Kreisel auf dem Bahnhofplatz in Brunnen.

## Umfahrung von Küssnacht
Die Südumfahrung Küssnacht entlastet seit September 2020 das Dorfzentrum vom Durchgangsverkehr.